# Palazzo Cesi
Il palazzo Cesi è situato, sul luogo dell'antica rocca, in Acquasparta (provincia di Terni), nell'omonima piazza e fu edificato nel Cinquecento per volontà del porporato Federico Aquitani Cesi. Per secoli fu attribuito al Vignola, ma ormai è certo che il progetto fu realizzato nel 1561 da esponenti della sua scuola: Guidetto Guidetti, poi Giovan Domenico Bianchi. La fabbrica, in stile tardorinascimentale, fu eseguita intorno al 1579, anno delle nozze di Federico I Cesi con Olimpia Orsini, genitori del Linceo.

## Storia e descrizione

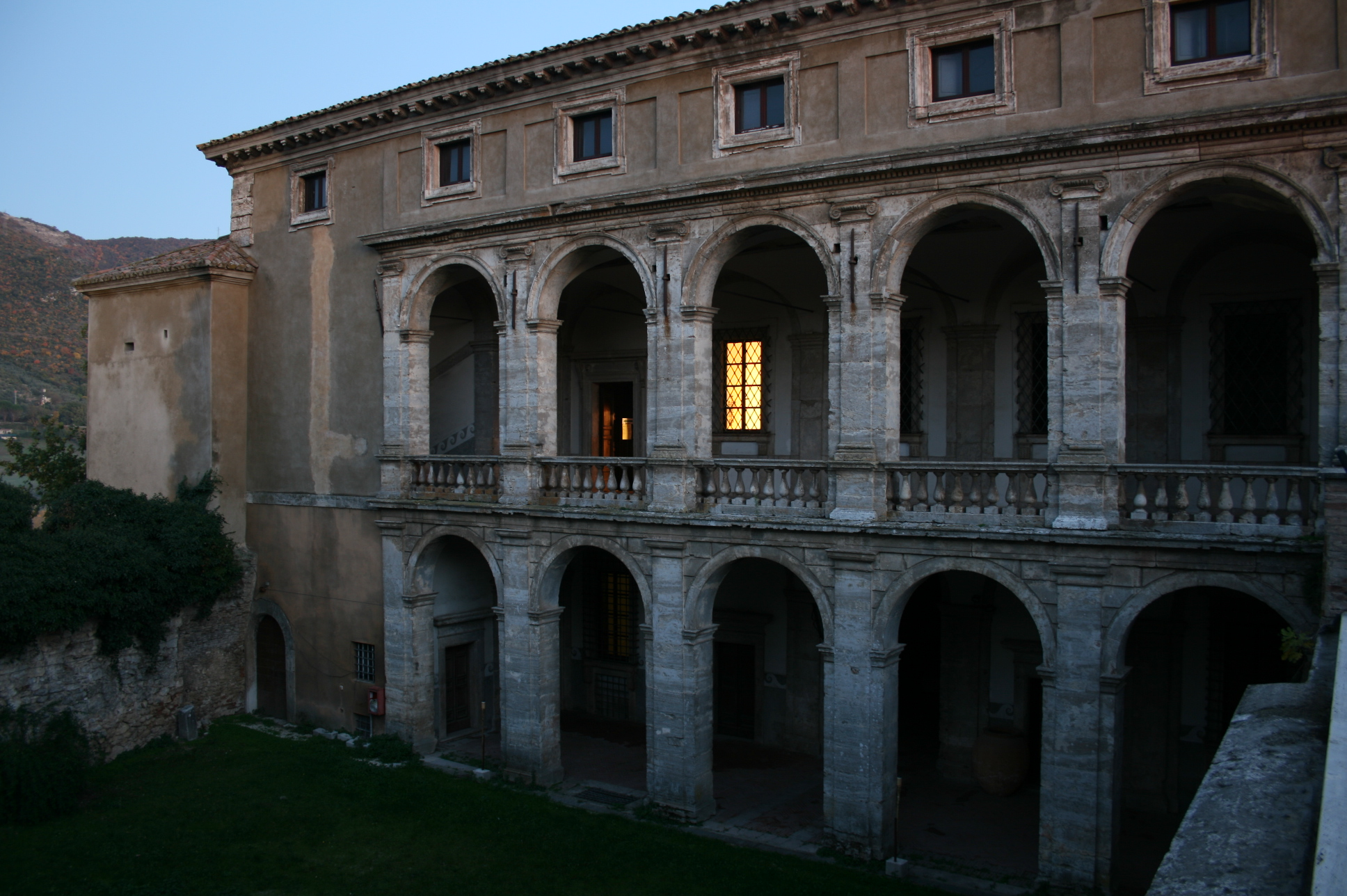
La loggia

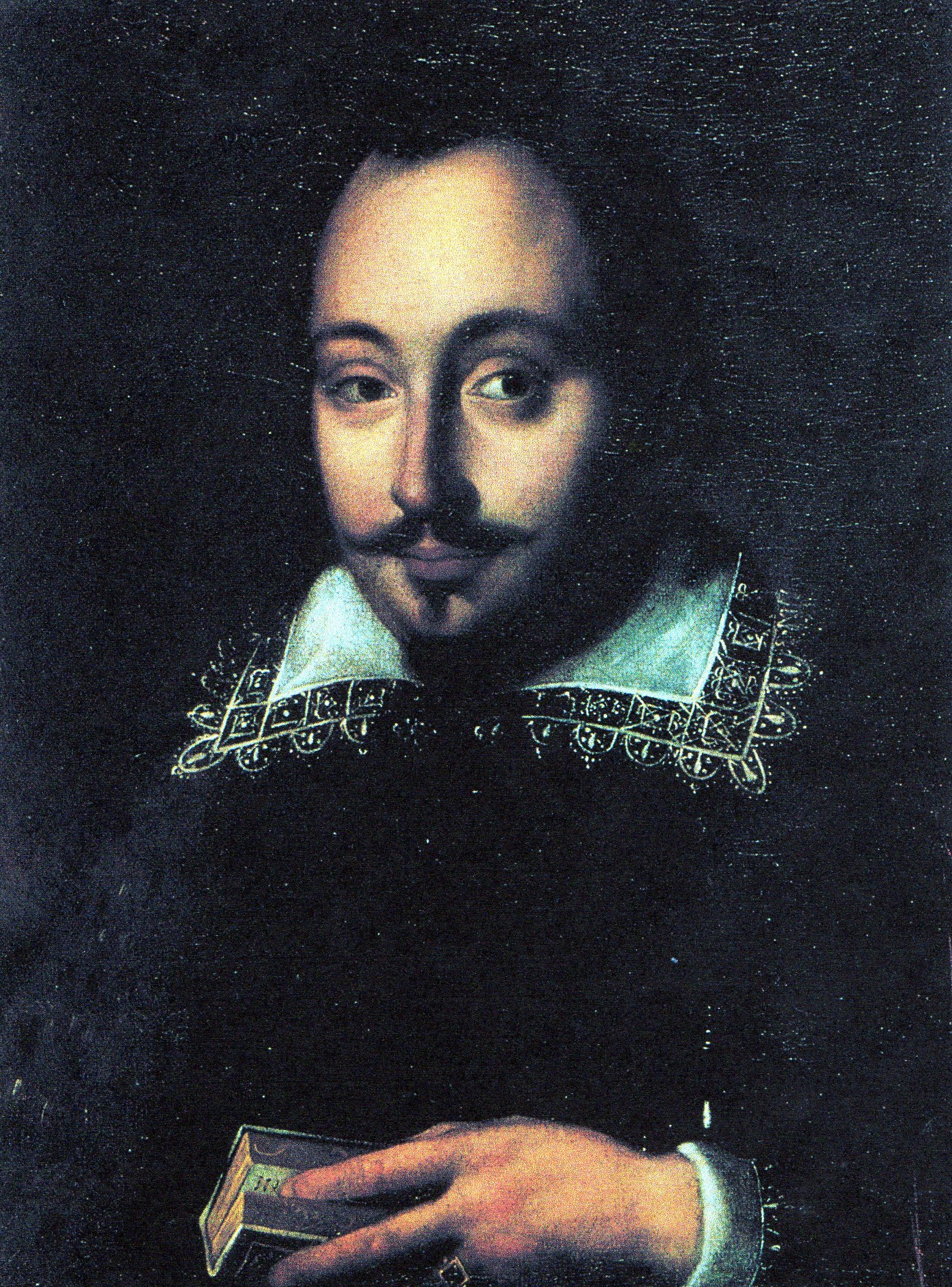
Federico Cesi

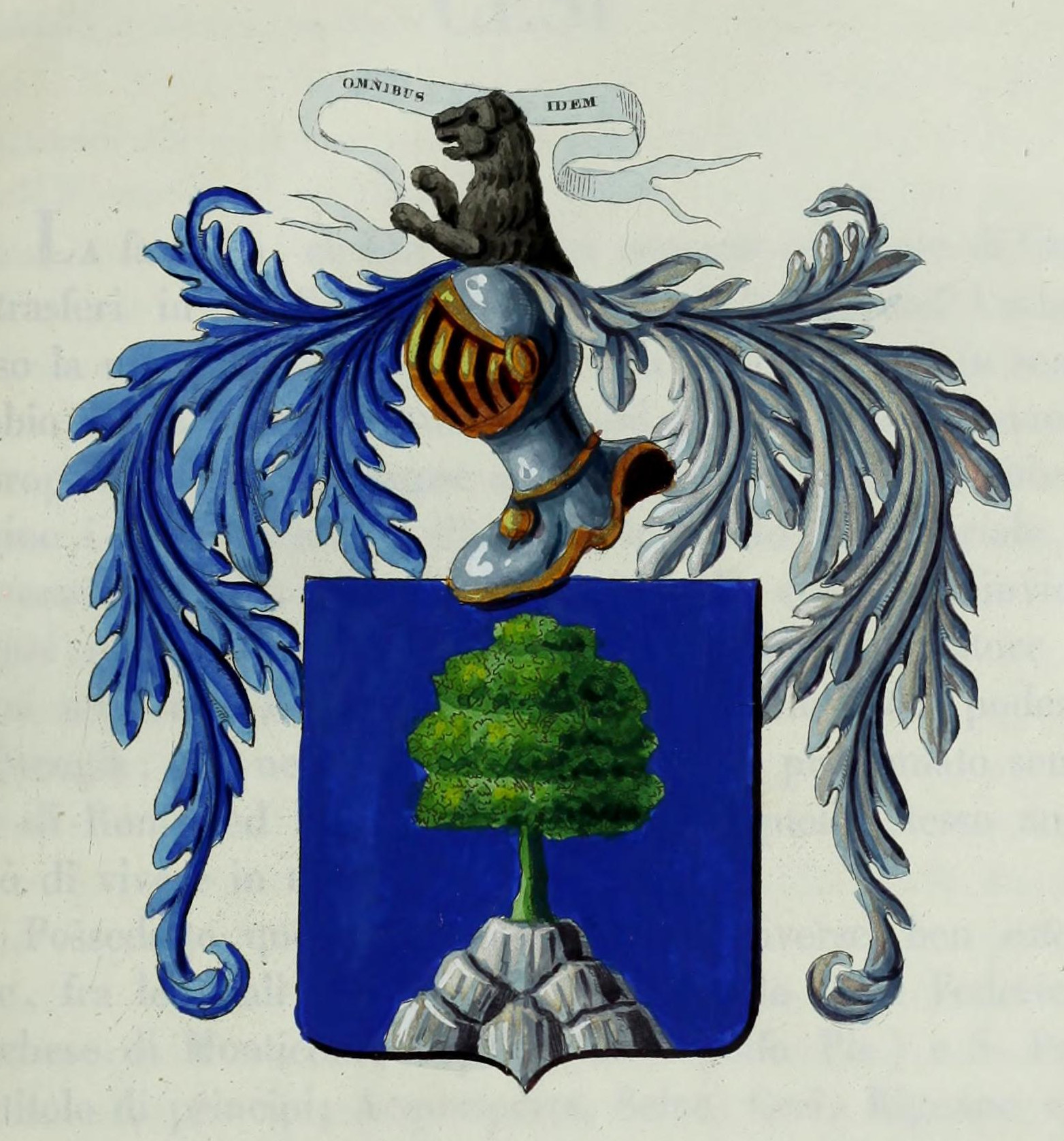
L'arme dei Cesi

L'impianto urbanistico acquaspartano è ancora quello gentilizio cinque-seicentesco voluto dalla nobile famiglia Cesi che acquistò il feudo da Pier Luigi Farnese, figlio del papa Paolo III, con l'intendimento di far realizzare una sontuosa dimora al posto del distrutto castello. L'intervento fu incisivo e si estese all'intero territorio, anche con l'applicazione di una riforma agricola.
Federico Cesi ricostituì, nel 1609, nel palazzo, l'Accademia dei Lincei, istituita a Roma nel 1603: lo scienziato vi morì il I agosto 1630.
La costruzione è articolata nel sistema progettuale della piazza, della residenza signorile e della loggia. L'interno è riccamente decorato secondo
la maniera tipica del tempo e i lavori furono eseguiti in due momenti: nel 1579 da Giovan Battista Lombardelli che eseguì la parte principale; tra il 1618 e il 1624 (anno in cui vi fu ospitato Galileo Galilei) il Linceo commissionò la conclusione degli affreschi a un pittore nordico e ad uno romano.
Al pian terreno dell'edificio la decorazione si ispira alle Metamorfosi di Ovidio; al piano nobile si possono ammirare soffitti a cassettoni intagliati, attribuiti a un disegno di Giovanni Domenico Bianchi, forse influenzati da quelli più famosi di Palazzo Farnese (Roma). I fregi più pregiati abbelliscono, invece, il salone di rappresentanza con figure di Ercole, trofei, cherubini, mascheroni e un grande stemma centrale della famiglia Cesi, sostenuto da due Vittorie. Anche le volte dei locali vicini sono ornate con blasoni nobiliari, rosoni e cimeli.
Gli affreschi, riferiti alle Vite di Plutarco, esaltano soprattutto le gesta militari di Gian Giacomo, di Angelo Cesi, capitano dello Stato Pontificio e del primo porporato della stirpe, Paolo Emilio, personaggio autorevole, istruito e facoltoso. La vicina cappella evidenzia in modo originale ornati monocromatici ed una falsa architettura che ricorda quelle di Pietro da Cortona, realizzata nel 1760 dal romano Niccolò Ricciolini. Su un lato del palazzo si nota la loggia caratterizzante l'intera residenza.
L'immobile restò disabitato per tanti anni e fu recuperato dall'Università di Perugia che, nel 1973, lo riportò in agibilità, per utilizzarlo come sede di manifestazioni culturali. Nel 2013 è rientrato in possesso del comune di Acquasparta che, dalla primavera dell'anno successivo, dopo aver stipulato una convenzione con l'ateneo perugino, ha avviato un programma di ripresa e valorizzazione dello storico edificio.